# Micromerys raveni
Micromerys raveni is een spinnensoort uit de familie trilspinnen (Pholcidae). De soort komt voor in Queensland en New South Wales.